# Saison 2010 du Champions Tour
Navigation
Édition précédente Édition suivante
La saison 2010 du Champions Tour, comprend 26 tournois dont 22 aux États-Unis, un en Écosse, un en République dominicaine, un en Corée du Sud (1re édition en 2010) et un au Canada (à Montréal, 1re édition en 2010).

## Résultat
| Date       | Tournoi                                            | Lieu                   | Vainqueur                  |
| ---------- | -------------------------------------------------- | ---------------------- | -------------------------- |
| 24 jan.    | Mitsubishi Electric Championship at Hualalai       | Hawaii                 | Tom Watson                 |
| 14 fév.    | The ACE Group Classic                              | Floride                | Fred Couples               |
| 21 fév.    | Allianz Championship                               | Floride                | Bernhard Langer            |
| 7 mars     | Toshiba Classic                                    | Californie             | Fred Couples               |
| 28 mars    | Cap Cana Championship                              | République dominicaine | Fred Couples               |
| 18 avril   | Outback Steakhouse Pro-Am                          | Floride                | Bernhard Langer            |
| 25 avril   | Liberty Mutual Legends of Golf                     | Géorgie (États-Unis)   | Mark O'Meara et Nick Price |
| 2 mai      | Mississippi Gulf Resort Classic                    | Mississippi            | David Eger                 |
| 16 mai     | Regions Charity Classic                            | Alabama                | Dan Forsman                |
| 30 mai     | Senior PGA Championship                            | Colorado               | Tom Lehman                 |
| 6 juin     | Principal Charity Classic                          | Iowa                   | Nick Price                 |
| 27 juin    | Dick's Sporting Goods Open                         | New York               | Loren Roberts              |
| 4 juillet  | Championnat de Montréal                            | Montréal               | Larry Mize                 |
| 25 juillet | Senior British Open                                | Écosse                 | Bernhard Langer            |
| 1er août   | U.S. Senior Open                                   | Washington             | Bernhard Langer            |
| 8 août     | 3M Championship                                    | Minnesota              | David Frost                |
| 22 août    | JELD-WEN Tradition                                 | Oregon                 | Fred Funk                  |
| 29 août    | Boeing Classic                                     | Washington             | Bernhard Langer            |
| 5 sept.    | Home Care & Hospice First Tee Open at Pebble Beach | Californie             | Ted Schulz                 |
| 12 sept.   | Posco E&C Songdo Championship                      | Corée du Sud           | Russ Cochran               |
| 26 sept.   | SAS Championship                                   | Caroline du Nord       | Russ Cochran               |
| 3 oct.     | Ensure Classic at Rock Barn                        | Caroline du Nord       | Gary Hallberg              |
| 10 oct.    | Constellation Energy Senior Players Championship   | Maryland               | Mark O'Meara               |
| 24 oct.    | Administaff Small Business Classic                 | Texas                  | Fred Couples               |
| 31 oct.    | AT&T Championship                                  | Texas                  | Rod Spittle                |
| 7 nov.     | Charles Schwab Cup Championship                    | Californie             | John Cook                  |

## Classement final
| Classement | Joueur          | Pays       | Gains ($) | Tournois joués | Tournois Gagnés |
| ---------- | --------------- | ---------- | --------- | -------------- | --------------- |
| 1          | Bernhard Langer | Allemagne  | 2,648,939 | 23             | 5               |
| 2          | Fred Couples    | États-Unis | 2,344,894 | 17             | 4               |
| 3          | John Cook       | États-Unis | 1,924,305 | 25             | 1               |
| 4          | Russ Cochran    | États-Unis | 1,754,003 | 25             | 2               |
| 5          | Nick Price      | Zimbabwe   | 1,457,815 | 18             | 2               |

Source :